# Hippel (Adelsgeschlecht)

Wappen derer von Hippel

Hippel ist der Name eines ostpreußischen Adelsgeschlechts.

## Geschichte
Die sichere Stammreihe der Familie beginnt mit Melchior Hippel (1625–1677), Tuchhändler und Ratsherr in Rastenburg. Namensgeber ist die Hippe (Sichel), wie aus Siegel und Wappen ersichtlich ist.

## Adelserhebung
Die Erhebung in den Reichsadelsstand erfolgte am 3. Januar 1790 in Wien für die Brüder Theodor Gottlieb Hippel, königlich preußischer Geheimer Kriegsrat zu Königsberg, und Gotthard Friedrich Hippel, Pfarrer zu Arnau, sowie für deren Vettern, die Brüder Dr. med. Georg Hippel, Bürgermeister von Rastenburg, und Melchior Hippel, Stadtkämmerer zu Rastenburg, ebenso wie für deren Vetter Christoph Hippel, Stadtkämmerer zu Johannisburg. Die preußische Adelsanerkennung für dieselben folgte am 6. November 1790 in Berlin.

## Wappen
- Siegel von 1739: Im Schild eine Hippe (Sichel). Auf dem Helm ein Stern.
- Wappen von 1790 (identisch mit dem des im 15. Jahrhundert im Fürstentum Sagan begüterten Hammermeistergeschlechts Hippel): In Blau ein goldener Löwe, in den Vorderpranken eine natürlich Traube haltend. Auf dem Helm mit blau-goldenen Decken eine wachsende weiß gekleidete Jungfrau in blauem Mieder, in jeder Hand eine Sichel an goldenem Stiel haltend.

## Namensträger
- Arthur von Hippel (1841–1916), deutscher Ophthalmologe
- Arthur R. von Hippel (1898–2003), deutsch-amerikanischer Materialwissenschaftler und Physiker
- Eike von Hippel (1935–2016), deutscher Rechtswissenschaftler
- Eric von Hippel (* 1941), Ökonom
- Ernst von Hippel (1895–1984), deutscher Rechtswissenschaftler
- Eugen von Hippel (1867–1939), deutscher Ophthalmologe
- Fritz von Hippel (1897–1991), deutscher Rechtswissenschaftler
- Frank von Hippel (* 1937), amerikanischer Physiker
- George Christian von Hippel (1766–1813), preußischer Hauptmann und Landrat
- Horst von Hippel (1865–1920), deutscher Konteradmiral
- Konrad von Hippel (1862–1934), Generalleutnant
- Robert von Hippel (1866–1951), deutscher Strafrechtswissenschaftler, Verfasser des zweibändigen, erstmals 1925 erschienen Standardwerks „Deutsches Strafrecht“
- Theodor Gottlieb von Hippel der Ältere (1741–1796), Staatsmann, Schriftsteller und Sozialkritiker, Vertreter der Aufklärung, Frauenrechtler, Freund Immanuel Kants
- Theodor Gottlieb von Hippel der Jüngere (1775–1843), Regierungspräsident; Verfasser des Aufrufes An mein Volk von 1813; Neffe des gleichnamigen Aufklärers und Freund E. T. A. Hoffmanns
- Theodor von Hippel (1890–1977), deutscher Oberstleutnant
- Walter von Hippel (Landrat) (1872–1936), deutscher Verwaltungsjurist
- Walter von Hippel (General) (1897–1972), deutscher Generalleutnant
- William von Hippel (* 1963), US-amerikanisch-australischer Sozialpsychologe